# مادانپیتیا
مادانپیتیا (به لاتین: Madanpitiya) یک منطقهٔ مسکونی در سری‌لانکا است که در استان مرکزی (سری‌لانکا) واقع شده‌است.